# Dufay (cráter)

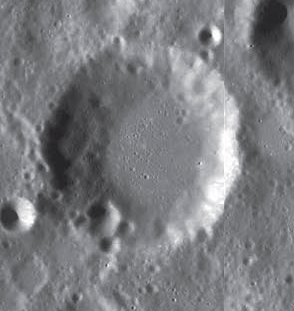
Plano ALC-67

Dufay es un cráter de impacto que se encuentra en la cara oculta de la luna, a cerca de un diámetro de distancia al este de la gran llanura amurallada del cráter Mandel'shtam. Al noroeste aparece el cráter Papaleksi y al este se halla Valier.
|  |  |

El brocal del cráter está muy desgastado por sucesivos impactos, con varios cráteres pequeños situados a lo largo del borde sur. La pared interna es algo más ancha en el lado occidental en comparación con el este y el sureste. El suelo interior es relativamente llano y sin rasgos distintivos.

## Cráteres satélite
Por convención estos elementos son identificados en los mapas lunares poniendo la letra en el lado del punto medio del cráter que está más cerca de Dufay.
|       | \| Dufay \| Coordenadas \| Diámetro \| \| ----- \| ---------------------------- \| -------- \| \| A \| 9°30′N 170°30′E / 9.5, 170.5 \| 15 km \| \| B \| 8°30′N 171°00′E / 8.5, 171.0 \| 20 km \| \| D \| 6°18′N 170°30′E / 6.3, 170.5 \| 32 km \| \| X \| 7°12′N 168°30′E / 7.2, 168.5 \| 42 km \| \| Y \| 8°18′N 168°24′E / 8.3, 168.4 \| 16 km \| |          |
| Dufay | Coordenadas | Diámetro |
| A     | 9°30′N 170°30′E / 9.5, 170.5 | 15 km    |
| B     | 8°30′N 171°00′E / 8.5, 171.0 | 20 km    |
| D     | 6°18′N 170°30′E / 6.3, 170.5 | 32 km    |
| X     | 7°12′N 168°30′E / 7.2, 168.5 | 42 km    |
| Y     | 8°18′N 168°24′E / 8.3, 168.4 | 16 km    |